# شی چینگ

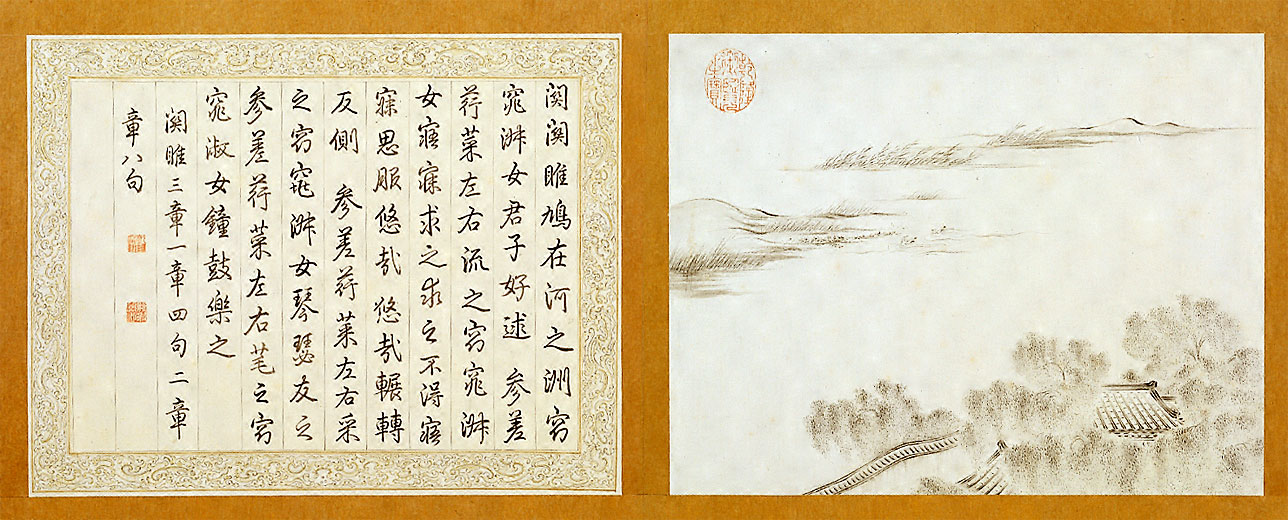
نمایی از یک‌نسخه کتاب شعر (شی چینگ) در کاخ‌موزه ملی تایوان - ۲۰۰۶

کتاب شعر یا کتاب سرود یا غزلها (چینی ساده شده:诗经؛ چینی سنتی:詩經؛ آوانوشت: شی چینگ یا شی جینگ، شی به معنی شعر و چینگ به معنی «کتاب» است.) کهن‌ترین مجموعه اشعار به جامانده از چین باستان و نیز کهن‌ترین کتاب حاوی سخنان منظوم به زبان چینی است. این کتاب دربردارنده ۳۰۵ شعر است که قدمت برخی از آن‌ها به هزار سال قبل از میلاد می‌رسد. کتاب شعر، از کتاب‌های مهمّ آیین کنفوسیوس به شمار می رود. کنفوسیوس این کتاب را به شاگردانش تدریس می کرد و می گفت: «کسی که اشعار این کتاب را نخوانده باشد، مثل کسی است که رو به دیوار ایستاده». موضوع اشعار این کتاب متنوع است و می‌تواند بیانگر نحوه زندگی در زمان حکمرانی دودمان ژو باشد.